# Lourdes Ciuró i Buldó
Lourdes Ciuró i Buldó (Reus, 3 de juny del 1971) és una política i advocada sabadellenca que fou consellera de Justícia del Govern de la Generalitat de Catalunya des del 2021 fins al 2022 en representació de Junts per Catalunya. Anteriorment havia estat diputada per Barcelona al Congrés dels Diputats i regidora a l'Ajuntament de Sabadell per Junts per Sabadell. És assessora jurídica del Col·legi d'Administradors de Finques Barcelona-Lleida i col·laboradora habitual del programa Els Matins, de TV3, i de Catalunya Ràdio.

## Biografia
Ciuró es llicencià en Dret per la Universitat Autònoma de Barcelona (UAB) el 1994, any en el qual començà a exercir l'advocacia. Entre el 2007 i el 2011 va ser regidora de l'Ajuntament de Sabadell per Convergència i Unió, càrrec que deixà en mans de Jordi Font Renom en ser elegida diputada a les eleccions generals del 2011. Al Congrés ha format part de la Comissió d'Igualtat i ha estat portaveu de les comissions de Justícia, Interior, Habitatge i Igualtat. En l'XI Legislatura va impulsar una iniciativa aprovada per unanimitat de tots els grups parlamentaris per a aconseguir el reconeixement definitiu de les víctimes de la talidomida per l'Estat. A les eleccions generals espanyoles de 2015 i 2016 va renovar el seu escó sota les sigles Democràcia i Llibertat.
El 2017 anà a les llistes de Junts per Catalunya per Barcelona a les eleccions al Parlament de Catalunya del 2017. El febrer del 2018 es feu públic que es presentaria com a candidata a l'alcaldia de Sabadell a les eleccions municipals del 2019. Inicià la precampanya el maig del mateix any, amb un acte en presència d'Elsa Artadi.
El maig de 2021 fou proposada com a consellera de justícia al Govern de Pere Aragonès, càrrec que mantingué fins que Junts va abandonar el Govern, l'octubre de 2022. El 2024 es presenta a les eleccions al Parlament de Catalunya en 21a posició a la llista per Barcelona de Junts per Catalunya.
En la seva vida personal, és aficionada al patinatge.
El 29 de desembre de 2022 s'anuncià que Lourdes Ciuró fitxà pel Col·legi d’Administradors de Finques Barcelona-Lleida com a assessora «amb l'objectiu de consolidar les relacions institucionals amb les administracions públiques catalanes i ampliació [de] l'acció de comunicació amb els ciutadans». Aquest fitxatge fou criticat pel moviment en defensa del dret a l'habitatge digne, ja que Lourdes havia estat consellera de Justícia de la Generalitat de Catalunya i, per tant, responsable de l'avantprojecte de Llei d'arrendaments de Catalunya.